# Sân vận động ŁKS

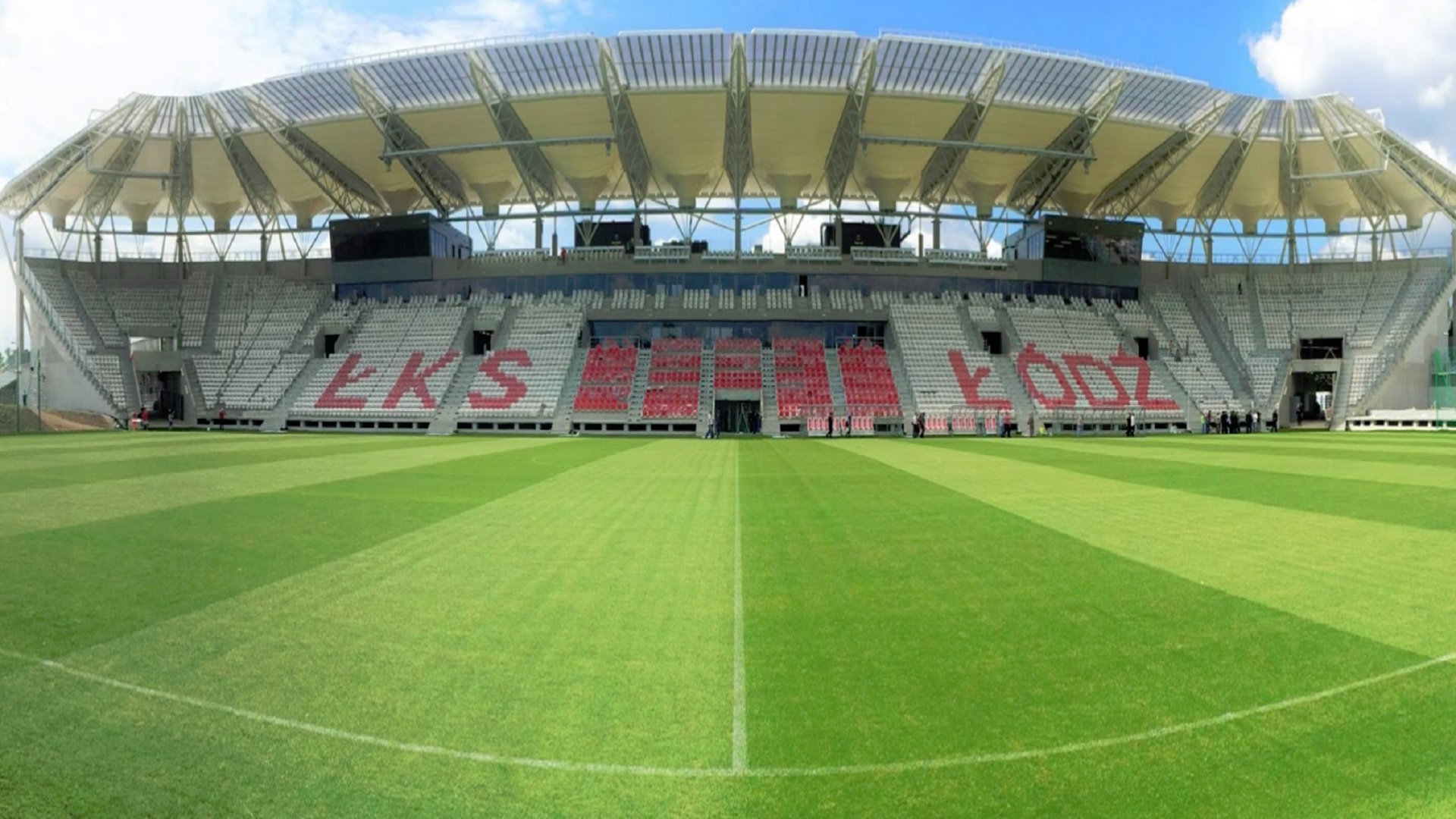
Sân vận động ŁKS

Sân vận động Miejski (Sân vận động Thành phố Łódź - ŁKS), còn được gọi là Stadion KS, là một sân vận động đa năng ở Łódź, Ba Lan.

## Lịch sử
Địa điểm này đã từng là nơi tổ chức các trò chơi bóng đá từ năm 1924. Sân vận động được xây dựng cho câu lạc bộ ŁKS Łódź. Sân vận động có sức chứa 45.000 người (số người tham dự kỷ lục: 21,08.1971 trong trận KS - Polonia Bytom 0: 0). Nó đã bị phá hủy vào năm 2014 và được thay thế bằng một khán đài duy nhất với sức chứa 5.700.

## Sân vận động mới
Một sân vận động mới với 16.500 chỗ đã được lên kế hoạch xây dựng trên cùng một địa điểm. Hỗ trợ cho dự án đã bị hủy bởi cuộc bầu cử lại của Chủ tịch thành phố Lodz vào đầu năm 2010. Chủ tịch lâm thời đã đặt câu hỏi về chi phí của sân vận động. Thành phố cũng đã công bố một cuộc đấu giá công khai, nhượng lại cổ phần của họ trong câu lạc bộ vì họ không còn đủ khả năng để trang trải cho các câu lạc bộ.
Vào tháng 11 năm 2013, một hợp đồng cuối cùng đã được ký kết để bắt đầu xây dựng sân vận động mới với Mirbud, với kế hoạch hoàn thành trong vòng 20 tháng. Ban đầu chỉ có một khán đài với sức chứa 5.700 chỗ được xây dựng. Sau khi hoàn thành ở cả bốn phía, sân vận động sẽ có sức chứa hơn 20.000 người. Vẫn chưa có mốc thời gian cho sự phát triển hơn nữa vì LKS không yêu cầu thêm chỗ ngồi. Họ hiện đang ở hạng 4 của bóng đá Ba Lan vì xuống hạng do phá sản. Địa điểm mới tiếp giáp với sân vận động ban đầu.
Sân vận động cũng là trụ sở của Câu lạc bộ bóng bầu dục Budowlani Łódź. Tổng chi phí cho sẽ tốn dưới 100 triệu zloty. Thành phố Lodz đang tài trợ cho sự phát triển và sẽ kiểm soát sân vận động sau khi hoàn thành, còn LKS và Budowlani chỉ là người thuê sân. Kể từ năm 2017, ŁKS tăng lên hạng 3 của bóng đá Ba Lan dẫn đến việc Thị trưởng thông báo rằng ba khán đài còn lại sẽ được xây dựng. Công việc xâyd dựng các khán đài còn lại dự kiến sẽ bắt đầu vào năm 2018..